# جيريت شيبر
جيريت شيبر هو رسام هولندي، ولد في 1775 في أمستردام في هولندا، وتوفي في 1832 في لندن في المملكة المتحدة.

## معرض صور

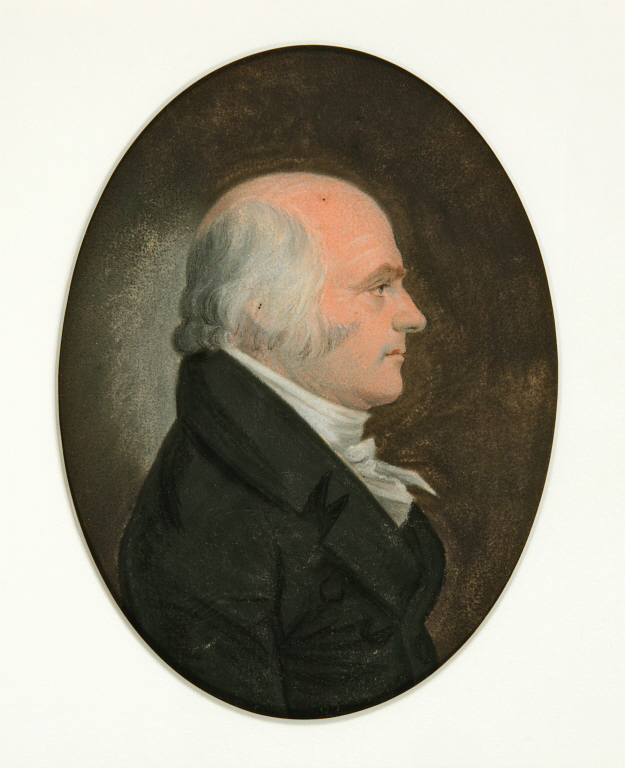
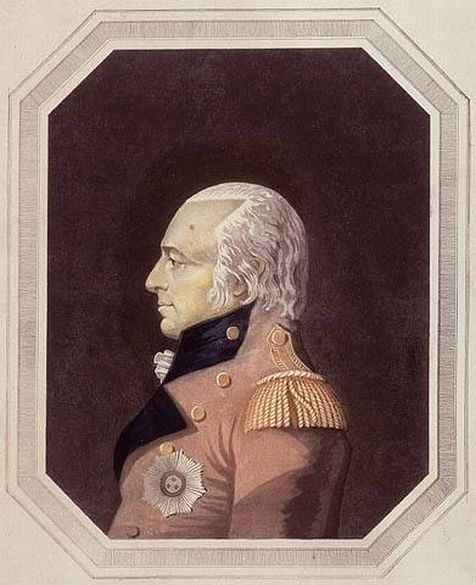
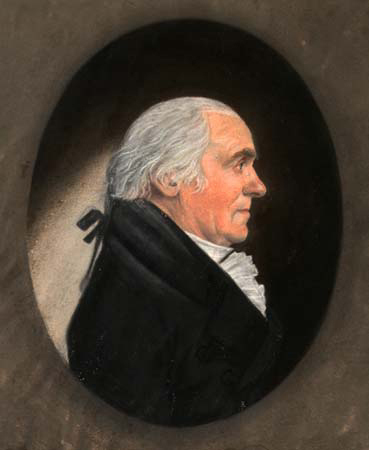
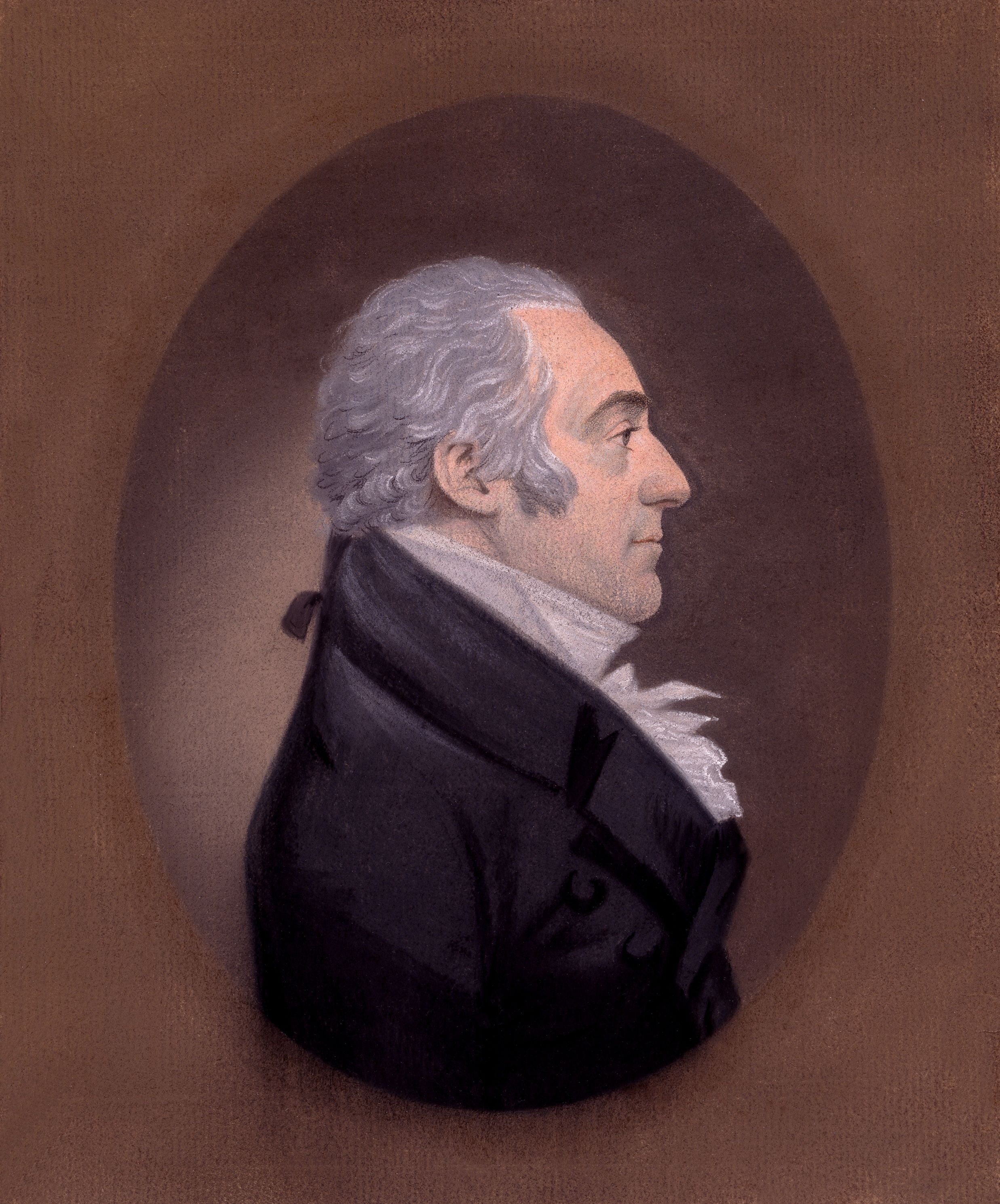